# Papaver canescens
Papaver canescens là một loài thực vật có hoa trong họ Anh túc. Loài này được Tolm. mô tả khoa học đầu tiên năm 1931.